# هیکه لتچ
هیکه لتچ (انگلیسی: Heike Lätzsch؛ زادهٔ ۱۹ دسامبر ۱۹۷۳ در براونشوایگ، نیدرزاکسن) بازیکن هاکی روی چمن اهل آلمان بود. او مهاجم سابق هاکی روی چمن از آلمان است که با تیم ملی زنان در بازی‌های المپیک تابستانی ۲۰۰۴ در آتن، یونان، مدال طلا را به دست آورد.
او اولین بازی ملی خود را در سال ۱۹۹۰ در سن شانزده سالگی در جام جهانی سیدنی استرالیا انجام داد. لتچ پس از بازی در چهار المپیک تابستانی متوالی، از سال ۱۹۹۲، در سال ۲۰۰۴ پس از بازی‌های آتن بازنشسته شد. او در مجموع در ۲۵۰ بازی نماینده آلمان بود.

## مسابقات بین‌المللی بزرگسالان
- 1990 – جام جهانی، سیدنی (مقام هشتم)
- 1991 – جام ملت‌های اروپا، بروکسل (مقام دوم)
- 1992 – بازی‌های المپیک تابستانی، بارسلون (مقام دوم)
- 1994 – جام جهانی، دوبلین (مقام چهارم)
- 1995 – جام ملت‌های اروپا، آمستلوین (مقام سوم)
- 1995 – جام قهرمانان، مار دل پلاتا (مقام چهارم)
- 1995 – مسابقات مقدماتی المپیک، کیپ تاون (مقام سوم)
- 1996 – بازی‌های المپیک تابستانی، آتلانتا (مقام ششم)
- 1997 – جام قهرمانان، برلین (مقام دوم)
- 1998 – جام جهانی، اوترخت (مقام سوم)
- 1999 – قهرمانی قهرمانان، بریزبن (مقام سوم)
- 1999 – جام ملت‌های اروپا، کلن (مقام دوم)
- 2000 – مسابقات مقدماتی المپیک، میلتون کینز (مقام سوم)
- 2000 – جام قهرمانان، آمستلوین (مقام دوم)
- 2000 – بازی‌های المپیک تابستانی، سیدنی (مقام هفتم)
- 2002 – جام جهانی، پرث (مقام هفتم)
- 2004 – انتخابی المپیک، اوکلند (مقام چهارم)
- 2004 – بازی‌های المپیک تابستانی، آتن (مقام اول)